# Prémian
Prémian település Franciaországban, Hérault megyében. Lakosainak száma 484 fő (2022. január 1.). Prémian Fraisse-sur-Agout, Riols és Saint-Étienne-d’Albagnan községekkel határos.

## Népesség
A település népességének változása:
| Lakosok száma | 354  | 378  | 407  | 491  | 544  | 518  | 518  | 505  | 499  | 484  |
|               | 1968 | 1982 | 1990 | 2006 | 2013 | 2015 | 2017 | 2019 | 2020 | 2022 |